# Beethoven-Denkmal (Bonner Rheinaue)

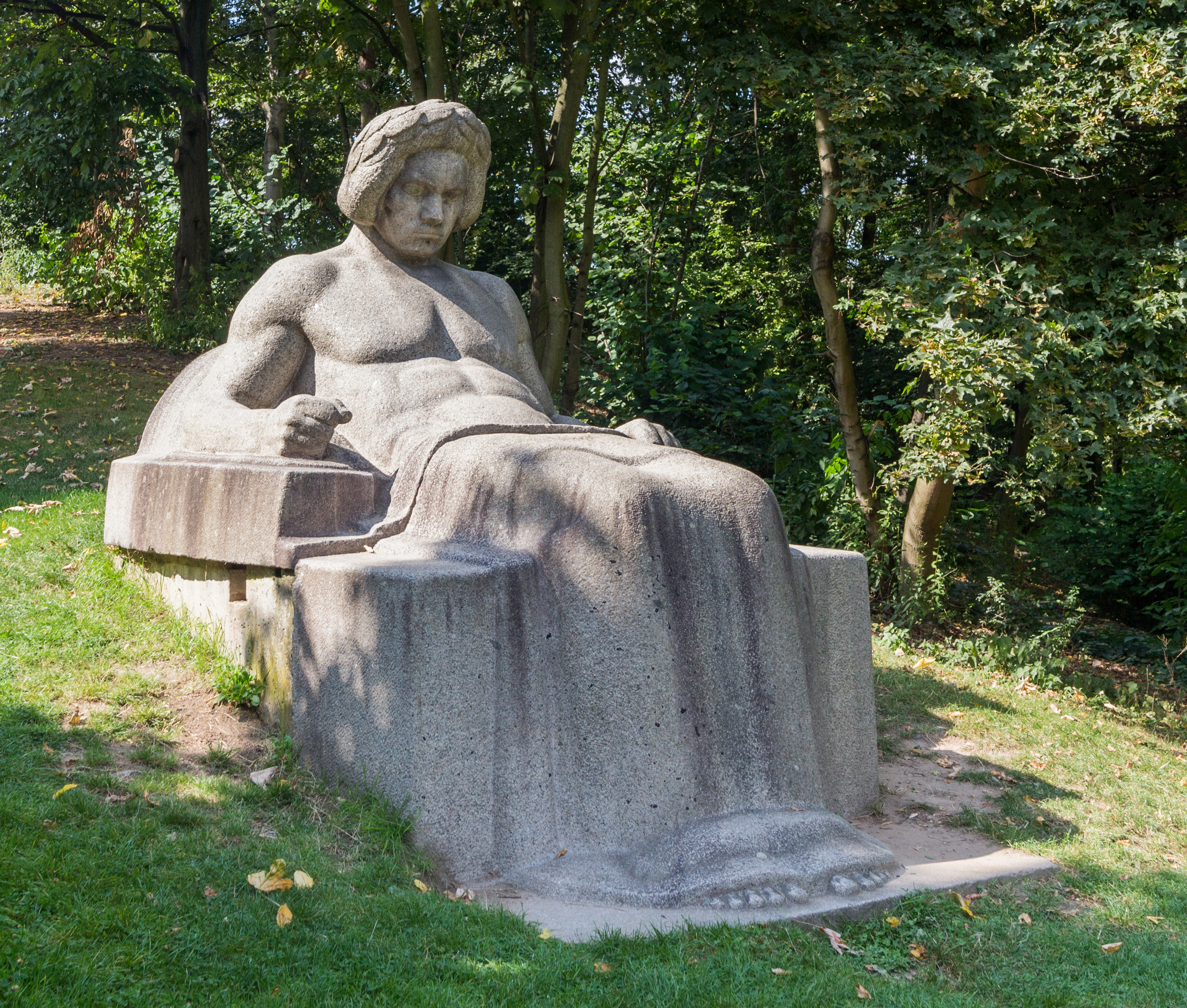
Beethoven-Sitzplastik in der Bonner Rheinaue (2013)

Das Beethoven-Denkmal in der Bonner Rheinaue erinnert an den berühmtesten Sohn der Stadt, den Komponisten Ludwig van Beethoven. Es handelt sich um eine Sitzplastik des Bildhauers Peter Christian Breuer. Sie steht als Baudenkmal unter Denkmalschutz.

## Geschichte
Der sitzende Beethoven geht auf einen Entwurf von Peter Christian Breuer für ein großes Berliner Beethoven-Denkmal zurück. Friedrich Diederich, ein langjähriger Mitarbeiter Breuers, führte die Figur Beethovens in Granit aus. Erst nach Breuers Tod wurde diese Plastik im Jahr 1938 fertiggestellt und am Alten Zoll in Bonn aufgestellt. 1949 trug man sie jedoch wieder ab, und erst 1977 entschied man sich erneut zu einer öffentlichen Präsentation der Figur. Seitdem befindet es sich im Freizeitpark Rheinaue, wo es ein wenig abseits vom Gehweg in unmittelbarer Nachbarschaft eines Ausflugslokales liegt.
Im digitalen Archiv des Beethoven-Hauses heißt es zur Geschichte des Denkmals:
„Schon 1916, als Breuer in Berlin seine ersten Modelle für ein Beethoven-Denkmal ausstellte, waren die Reaktionen in der Öffentlichkeit sehr unterschiedlich. Einerseits stieß Breuers Figur auf heftige Ablehnung, vor allem da man sie mit der Plastik Max Klingers verglich. Dabei wurde der Entwurf Breuers oft als zweitklassige Nachahmung eingestuft, obwohl sich die beiden Denkmäler in ihrem Ansatz wie auch in ihrem Stil grundlegend voneinander unterscheiden.“
„Auf der anderen Seite wurde Breuers Konzept im Kreis der Kunstkritiker und der Beethoven-Verehrer aber auch überschwenglich gelobt und bewundert. In den 1920er Jahren erlebte diese Bewunderung einen besonderen Höhepunkt. Die Anhänger des Breuer’schen Entwurfs fanden sich in dieser Zeit in einem Kreis von Förderern zusammen, der zu Spenden aufrief und sich aktiv um die Finanzierung des Denkmalsprojektes bemühte. Nachdem sich das Berliner Projekt zerschlagen hatte, konzentrierten sich die Aktivitäten dieser Gruppe auf eine Aufstellung der Plastik in Bonn. Es sollte jedoch noch Jahre dauern, ehe ihre Bemühungen schließlich von Erfolg gekrönt waren. Da man sich zur Beschaffung der notwendigen Mittel zunächst an den Reichspropaganda-Minister und später direkt an Adolf Hitler wandte, wurde das Projekt zur ‚Reichssache‘ erklärt. Für die Bevölkerung war aus Breuers ‚Ewigkeits-Denkmal‘ nun ein ‚nationales Monument‘ geworden.“